# BK Asowmasch Mariupol

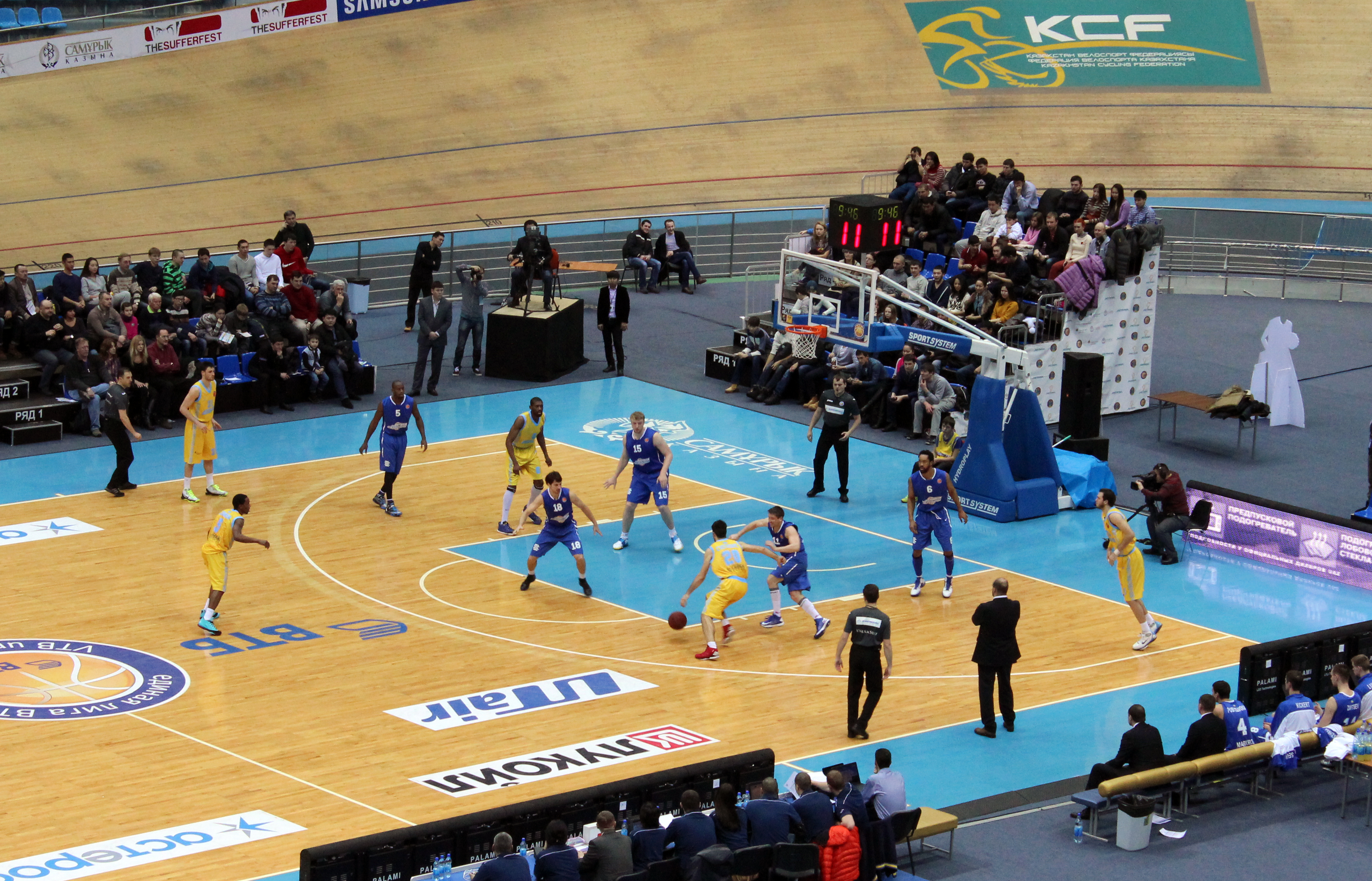
BC Astana - BC Azovmash 2014

BK Asowmasch Mariupol (ukrainisch баскетбольний клуб Азовмаш Маріуполь; russisch БК «Азовмаш» Мариуполь) ist ein ukrainischer Profibasketballverein aus Mariupol. Der Club spielt momentan in der ukrainischen Superliga. Neben der ukrainischen Meisterschaft spielt der Club im ULEB Eurocup und in der VTB. Der größte sportliche Erfolg war das Erreichen des Finales des FIBA EuroCup 2007 gegen CB Girona.

## Geschichte
Nachdem nach dem Krieg zunächst die lokalen Sportvereine SK Asow und SK Asowstal auf regionaler und nationaler Ebene an Meisterschaftsspielen im Basketball teilnahmen, wurde in den 1970er Jahren der SK Nowator der führende Basketballverein in der Region Mariupol. Die Mannschaft wurde angeführt von Walentin Romanets, der auch in den folgenden Jahren eine bestimmende Persönlichkeit für den Basketball in Mariupol sein sollte. Am 22. August 1991 wurde der mittlerweile Asowmasch genannte Verein nach der ukrainischen Unabhängigkeit als selbständiger Verein ins Vereinsregister eingetragen. Seit dem Jahr 2000 ist Alexander Sawtschuk Präsident des Vereins wie auch des gleichnamigen Maschinenbaukonzerns. Nach zwei Pokaltriumph 2001 und 2002 gewann man erstmals 2003 auch die ukrainische Meisterschaft, die man bis auf 2005 jeweils sechsmal erfolgreich verteidigen konnte. Erst 2011 musste man den Meistertitel wieder an BK Budiwelnik Kiew abgeben, mit dem man zusammen mit sieben Meistertiteln Rekordmeister der Ukraine ist. In dieser Zeit gewann man 2006 sowie 2008 und 2009 drei weitere nationale Doubles aus Meisterschaft und Pokal. 2007 erreichte man in dem drittrangigen europäischen Vereinswettbewerb FIBA EuroCup das Finale, welches gegen den spanischen Vertreter und Gastgeber Akasvasyu Girona verloren ging. In der Saison 2010/11 erreichte Asowmasch das Halbfinale in der VTB United League, welches gegen PBK ZSKA Moskau mit 57:69 verloren wurde.